# Dragomir Vukobratović
Dragomir Vukobratović (in serbo Дpaгoмиp Bукoбpaтoвић?; Karlovac, 12 maggio 1988) è un calciatore serbo, centrocampista del Mladost Bački Jarak.

## Carriera

### Club
Cresciuto nel Vojvodina, debutta in prima squadra nel 2006 e vi rimane fino al 2008, tranne una breve parentesi nella stagione 2007-2008 con la maglia del Voždovac.
Nell'estate del 2008 viene ingaggiato dalla Stella Rossa.